# ジョンズ・ホプキンズ大学応用物理研究所
ジョンズ・ホプキンス大学応用物理研究所（英語: Johns Hopkins University Applied Physics Laboratory、略称：応用物理研究所（Applied Physics Laboratory）またはAPL）は、メリーランド州ハワード郡にある非営利の大学付属研究センター（UARC）である。ジョンズ・ホプキンス大学と提携しており、7,800人を雇用している（2022年）。この研究所は、アメリカ国防総省、NASA、およびその他の米国政府機関の技術リソースとして機能している。APLは、空中およびミサイル防衛、海上および海底海戦、コンピューターセキュリティ、宇宙科学および宇宙船建設の分野で数多くのシステムと技術を開発してきた。APLは米国政府に研究およびエンジニアリングサービスを提供しているが、UARCであり、ジョンズ・ホプキンス大学の一部門であるため、従来の防衛請負業者ではない。APLは、ジョンズ・ホプキンス大学の学術部門ではなく、科学および工学の研究開発部門である。
Hopkins' Whiting School of Engineeringは、Engineering for Professionalsプログラムを通じて、ラボスタッフにパートタイムの大学院プログラムを提供している。コースは、APL教育センターを含むボルチモア・ワシントン・メトロポリタン・エリアの7か所で教えられている。

## 歴史
APLは、第二次世界大戦中の1942年に、科学研究開発局のセクションTの下で、国の科学と工学の専門知識を大学内で動員するための政府の取り組みの一環として設立された。創設ディレクターは、戦争を通してセクションTを率いたMerle Anthony Tuveであった。セクションTは1940年8月17日に創設された。科学研究開発局の公式の歴史、Scientists Against Timeによると、APLは、組織全体の名前ではなく、1942年以降のセクションTの主要な研究所の名前だった。セクションTの応用物理研究所は、連合軍の勝利に重要な役割を果たした可変時間近接信管の開発に成功した。信管の成功に応え、APLは1944年にMK57ガンディレクターを開発した。APLの作業に満足した海軍は、誘導ミサイルの脅威を打ち消す方法を見つけるという使命をAPLに課した。そこから、APLは戦時中の研究に深く関与するようになった。戦争の終わりに解散すると予想されていたAPLは、代わりに海軍向けの誘導ミサイル技術の開発に深く関与するようになった。政府の要請により、大学は引き続き研究所を公共サービスとして維持した。
APLは元々、メリーランド州シルバースプリングの8621ジョージア・アベニューにある旧ウルフモーターカンパニービルの中古車ガレージにあった。APLは1954年にローレルへの移転を開始し、1956年に200万ドルの建物が建設され、70万ドルの翼が拡張された。最終的にスタッフは1975年に新しい施設に移った。ローレルに移動する前に、APLは、極超音速風洞を含む、今日のフォレストグレンメトロ近くのジョージアアベニューにあるシルバースプリングの北にある「フォレストグローブステーション」も維持していた。フォレストグローブステーションは1963年に空けられ、取り壊され、フライトシミュレーションはローレルに移された。
研究所の名前は第二次世界大戦に由来するが、APLの主な強みはシステムエンジニアリングとテクノロジーアプリケーションである。スタッフの4分の3以上が技術専門家であり、25％がコンピューターサイエンスと数学の学位を持っている。APLは、基礎および応用研究、探査および先行開発、試験および評価、システムエンジニアリングと統合のプログラムを実施している。

### 戦時中の貢献
1950年代から1960年代にかけ、APLは、タロス艦対空ミサイルを開発するためのバンブルビー計画で米海軍と協力したが、この計画からはタロスのほかにテリアおよびターターも実用化された。これに続くタイフォン・システムの開発も手掛けたものの、高コストのために1963年にキャンセルされ、最終的にはターターの改良型であるスタンダードミサイルに基づく現在有名なイージス戦闘システムに発展した。
1990年、APLは湾岸危機に際し砂漠の嵐作戦に関与した。他の努力の中で。同じ10年（1992年）に、APLはジョンズ・ホプキンス大学とともに、自動マンモグラム分析を可能にするアルゴリズムを開発した。

### パーシング
1965年、米陸軍はAPLと契約を結び、パーシングミサイルシステムのテストおよび評価プログラムを開発および実装した。APLは、Pershing Operational Test Program（OTP）を開発、Pershing Operational Test Unit（POTU）に技術サポートを提供し、問題のある領域を特定し、Pershingシステムのパフォーマンスと存続可能性を改善した。

## キャンパス
現代の応用物理研究所はメリーランド州ローレルにあり、敷地内に30以上の建物がある453エーカーに及ぶ。周辺には追加の補助キャンパスがある。

## 教育とインターンシップ
APLには、Engineering for Professionalsと呼ばれる工学および応用科学のジョンズ・ホプキンス大学院プログラムもある。コースは、APL教育センターを含むボルチモア-ワシントンメトロポリタンエリアの7か所で教えられている。
センターには、高校生向けのASPIRE高校インターンプログラム、大学サマーインターンプログラム、ATLASインターンプログラム、大学生向けのRISE@APLインターンプログラムなど、高校生や大学生向けの人気のあるインターンシップがいくつもある。

## 研究
APL70周年の2012年時点で、600以上のプロジェクトが進行中であり、防空、海底戦争の精密な関与、戦略的システムなど、APLのより伝統的な作業分野から、国土安全保障省やサイバーオペレーションに渡る。APLの作業の性質上、ラボのプロジェクトの詳細の多くは秘密とされている。

### 防衛
アメリカ海軍は引き続きAPLの主な長期スポンサーである。研究所は、ミサイル防衛局、国土安全保障省、諜報機関、国防高等研究計画局（DARPA）などの業務を行っている。
APLは、宇宙科学、宇宙船の設計と製造、およびミッション運用を通じてNASAをサポートしている。 
APLは、防空、ストライキと電力の予測、潜水艦のセキュリティ、対潜水艦戦、戦略システムの評価、コマンドと制御、分散情報と表示システム、センサー、情報処理、宇宙システムの分野で多大な貢献をしてきた。

### 宇宙分野

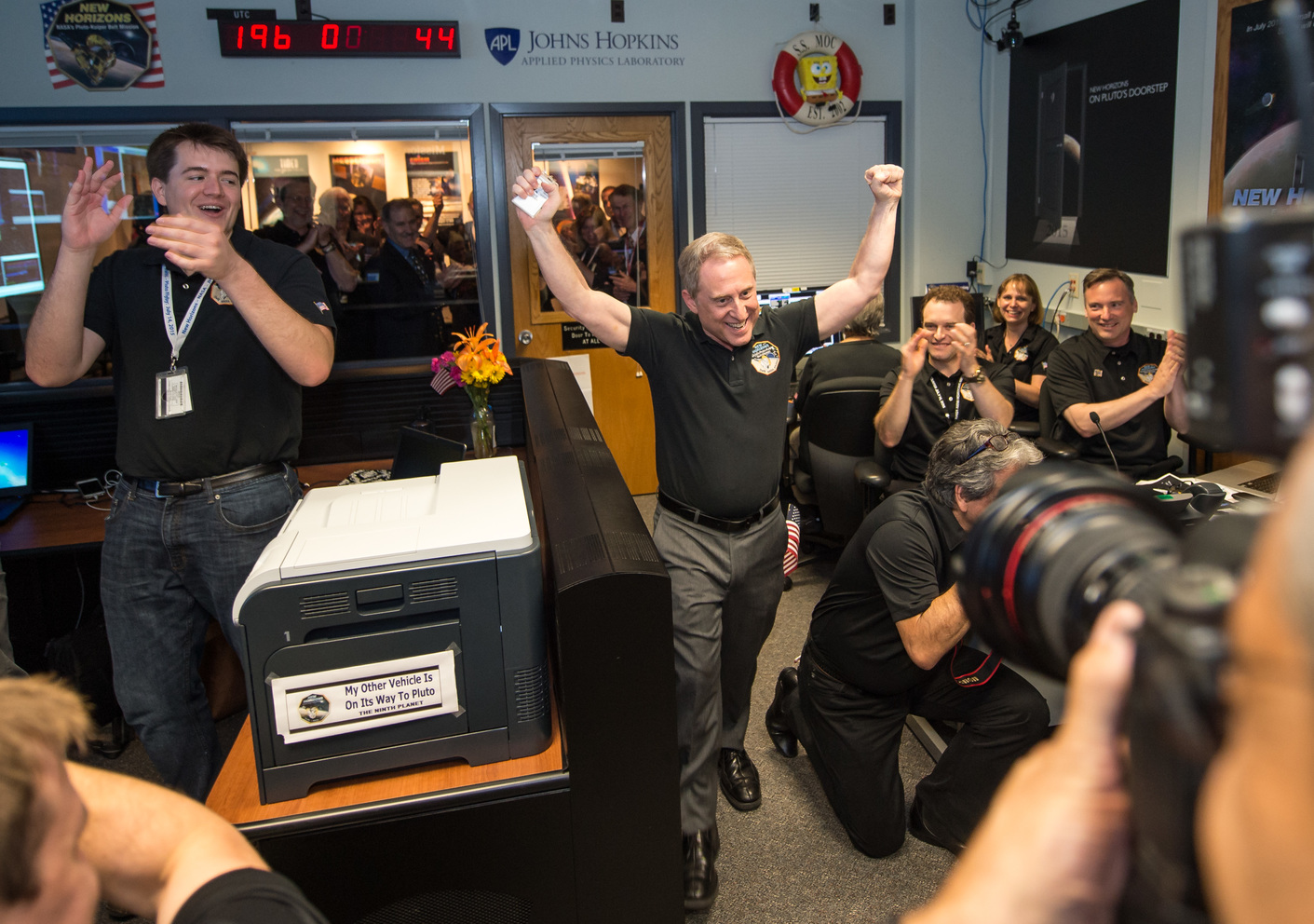
APLミッションオペレーションセンターで2015年にニューホライズンズによる冥王星システムの成功したフライバイを祝うアラン・スターン。

APLは、トランジット・ナビゲーションシステム、NEAR、Geosat、ACE、TIMED、CONTOUR、MESSENGER、Van Allen Probes、冥王星へのニュー・ホライズンズミッション、パーカー・ソーラー・プローブでの太陽の外縁コロナ観測ミッション、STEREOを含む多くの宇宙船を構築および運用してきた。2019年、APLが提案したDragonflyミッションは、4番目のNASAニュー・フロンティア計画として選ばれた。Dragonflyは、X8オクトコプター構成の再配置可能な着陸船で、着陸地点間を飛行して月面を移動することにより、土星の月タイタンを探索する予定。2021年11月、APLは二重小惑星リダイレクトテスト（またはDART）ミッションを開始した。この計画では、2022年に二重小惑星システムのより小さな体に衝突させる。これは初のNASA惑星防衛ミッションである。
小惑星132524APLは、ニュー・ホライズンズ探査機によるフライバイAPLにちなんで名付けられた。

### 義肢
2014年、APLは、両側の肩レベルの切断者によるモジュラー義肢（完全に人工的な関節式の腕と手）の使用に成功したことで歴史を築いた。APLは、パターン認識アルゴリズムを使用して、どの筋肉が収縮しているかを追跡し、義肢が切断者の体と連動して動くことを可能にした。
同様の技術が2016年に、麻痺した男性が埋め込まれた脳チップから送信された信号を使用してバラク・オバマを「拳でぶつける」ことができたデモに使用された。手足は、腕から着用者の脳に感覚フィードバックを返した。

### ドローン
APLは、米軍向けの無人航空機を研究および製造している。最新のプロジェクトの1つに、地上の1人のオペレーターが制御できる無人航空機群がある。